# Henri Schwery
Henri Schwery (Saint-Léonard, 14 de junho de 1932 − 7 de janeiro de 2021) foi um cardeal suíço e bispo-emérito de Sion.

## Biografia
Estudou teologia no Seminário Maior de Sion e continuou seus estudos teológicos por dois anos no Seminário Francês Sainte-Claire e na Pontifícia Universidade Gregoriana em Roma. Também frequentou a Universidade de Friburgo, onde obteve um diploma universitário em matemática e física teórica.
Foi ordenado padre em 29 de março de 1951, na igreja paroquial de Saint-Léonard, por Nestor François Adam, bispo de Sion. Foi elevado a bispo de Sion, em 22 de julho de 1977, sendo consagrado em 17 de setembro, em Sion, por Nestor François Adam, bispo emérito de Sion, assistido por Pierre Mamie, bispo de Lausanne, Genève et Fribourg, e por Otmar Mäder, bispo de Sankt Gallen, exercendo a prelazia entre 1977 e 1995.
Foi criado cardeal em 1991 pelo Papa João Paulo II com o título de cardeal-padre de Santi Protomartiri a Via Aurelia Antica, sendo-lhe imposto o barrete cardinalício em 28 de junho de 1991.
Morreu em 7 de janeiro de 2021, aos 88 anos.

## Conclaves
- Conclave de 2005 - participou da eleição que elegeu Joseph Ratzinger como Papa Bento XVI.[2]
- Conclave de 2013 - Como não tinha mais direito ao voto desde 2012, não participou como votante do Conclave que elegeu ao Papa Francisco.[1]